# Paula Dunn
Pour les articles homonymes, voir Dunn.
Paula Dunn (aussi connue sous le nom de Paula Thomas), née le 3 décembre 1964 à Bradford, est une athlète britannique.

## Palmarès
- Championnats d'Europe d'athlétisme de 1990 à Split :
  -  Médaille de bronze du relais 4 x 100 m